# Zorroza
Zorroza (en euskera y oficialmente Zorrotza) es un barrio de Bilbao  en la provincia de Vizcaya, País Vasco en España. Situado en el extremo oeste de la capital vizcaína e integrado en el distrito municipal número 8 de la villa junto con los barrios de Basurto, Olabeaga, Santa Ana, Altamira, Cobetas y Castrejana.

## Situación
Zorroza se encuentra en el extremo oeste de Bilbao, situado entre Basurto y el río Cadagua, el cual hace de frontera natural entre el término municipal de Bilbao y Baracaldo. Así mismo el barrio es testigo directo de la desembocadura del río Cadagua en el río Nervión.

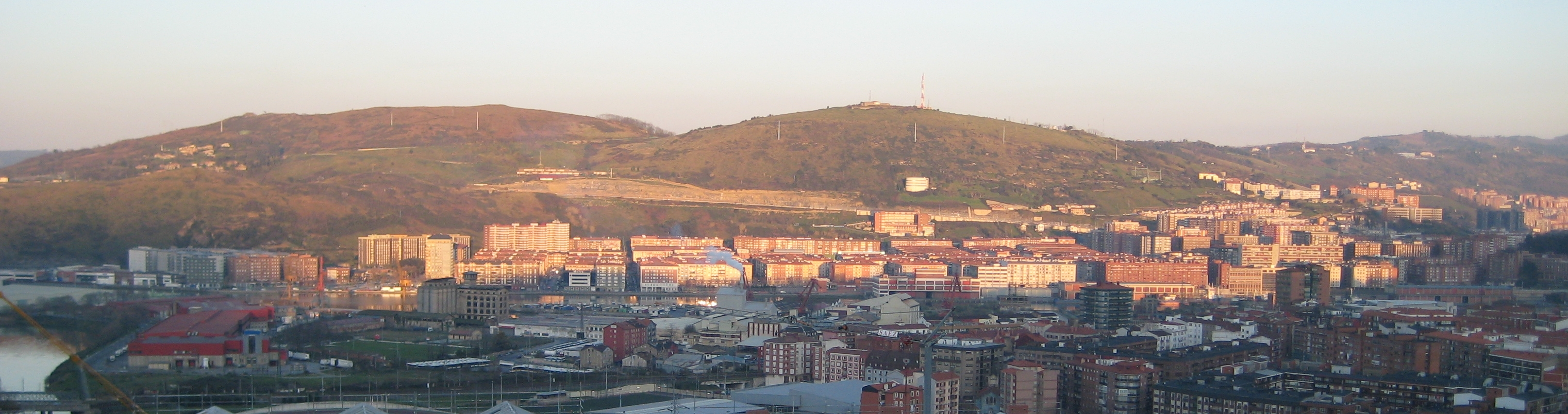
Zorroza (en primer plano, en la sombra) y San Ignacio (al otro lado de la Ría)

Zorroza se encuentra en el extrarradio de la ciudad de Bilbao.
- Altitud: 7 metros.
- Latitud: 43º 16' 59" N
- Longitud: 002º 58' 00" O

## Etimología
El nombre procede del adjetivo vasco zorrotz que significa agudo o afilado, en alusión a la forma triangular aguda que coge el barrio con la desembocadura del río Cadagua en la ría del Nervión, convirtiendo a Zorroza en una península.

## Zorrozanos ilustres
- Fray Juan de Zorroza, religioso del siglo XV martirizado en Baza, Granada.

- José María Orue, jugador del Athletic Club.

- Leonardo Cilaurren, jugador del Arenas y del Athletic Club.

- Vicente Zabala, párroco de la Milagrosa (1902-1968).

## Zorroza en la Carta Puebla de Bilbao
Al delimitar Don Diego López de Haro V "El intruso" los límites de la villa de Bilbao en su carta puebla, el noble riojano y señor de Vizcaya escribe:
"Et otorgo vos que ayades por vros terminos desde como toma el puntal de fondon de corroça do se juntan amas las aguas arriba del agua arriba que viene de balmaseda dende fasta el arroyo que viene por somo del canpo de çornoça que es en derecho de percheta et dende do se pega el arroyo daçordoiaga et dendeasi como ba el cerro arriba fasta el sel de heguiluz et a fagasarri et a olaluceta et a buyana de suso así como cima de la sierra y dende el bado de chabarri y dende como ba el camino de echabarri fasta la sierra de ganguren et dende fastal puntal de fondo de deusto en derecho de luchana así como abedes partidos los terminos y amojonados con los de çamudio et de alfoz duribe con todas las anchuras y exidos et montes et aguas y lugares que los dichos terminos han en tal guisa que podades labrar y plantar y ensanchar et facer todas ganancias y mejorías también de ruedas et de molinos como de todas las otras cosas et conprar et vender."
El lugar de Zorroza perteneció a la anteiglesia de Abando hasta 1890, año en que el municipio de Bilbao (no confundir con la villa de Bilbao, que se refiere a las 7 calles) terminó por anexionar toda la anteiglesia (la falta de espacio para la expansión de la creciente capital vizcaína propició que en 1870 una parte de Abando fuera anexionada por Bilbao. El gran ensanche de Bilbao se realizó a partir de 1876 en terrenos de Abando, por lo que el actual centro de la ciudad de Bilbao se asienta en lo que antiguamente fue terreno de Abando. La anexión del resto de Abando se produjo en 1890).
La anteiglesia de Abando se componía de las siguientes barriadas: Bilbao la Vieja, Ibarra, Mena-Urizar-Larrasquitu, Elejabarri, Olabeaga, Zorroza e Ibaizábal.

## Geografía
Se puede decir que Zorroza es el barrio más alejado del centro de la ciudad, puesto que, por un lado, la ría del Nervión separa a Zorroza del barrio de Zorrozaurre y, por otro lado, el barrio está separado de Basurto por la Autopista A-8 y las vías de FEVE. Esta separación entre Zorroza y el resto de Bilbao ha creado un sentimiento de pertenencia entre los vecinos del barrio. Sin embargo, cuenta con una privilegiada situación, ya que tiene diversos y rápidos accesos tanto al centro de Bilbao como a Baracaldo.
El barrio de Zorroza está dividido a su vez en tres zonas, separadas físicamente por barreras arquitectónicas e infraestructuras:
Siete campas: Zazpi Landa. Es la parte del barrio que se encarama en la falda del monte Cobetas. Está delimitado por la autopista A8 y las vías de FEVE, que lo separan del resto del barrio. Es una zona residencial, básicamente formada en su mayor parte por bloques de viviendas sin comercios en sus bajos y con algunas zonas ajardinadas. Cuenta con los dos colegios de educación primaria del barrio y una guardería.
Zorroza: Es el centro que dio nombre al conjunto del barrio. Cuenta con las dos arterias principales del mismo: La carretera Zorroza-Castrejana y la calle Fray Juan. Es la parte mejor comunicada al contar con las estaciones de tren de las redes de ancho ibérico y ancho métrico de Adif, además de las paradas de autobús. Cuenta con el instituto de educación secundaria, el mercado de las galerías omega, el ambulatorio, el parque del ferial, la mayor parte de las sedes de los bancos, el polideportivo, la biblioteca municipal y supermercados. Tiene la mayor densidad de población por metro cuadrado del barrio y cuenta con gran cantidad de bares y comercios.
La base - El puntal: Es la zona más degradada del barrio, separada del resto por medio de las vías del tren de cercanías de RENFE. Debe su nombre a la antigua base militar del regimiento de caballería de Garellano que se alzaba donde hoy se encuentra el campo de fútbol. Algunas de las calles todavía conservan ese pasado militar en sus nombres, como el camino del arsenal. Se extiende a lo largo de la península que forman el Nervión y el Cadagua, hasta "la punta" o "el puntal", punto de unión de ambos ríos. Alberga el matadero municipal de Bilbao, instalaciones del puerto, la planta de residuos industriales SADER y restos de pabellones y grandes estructuras industriales abandonadas.

## Festividades
Zorroza celebra sus propias fiestas de barrio coincidiendo con la festividad de San Miguel a finales del mes de septiembre.

## Señas de identidad
El sentimiento de pertenencia a este barrio de cerca de 11 100 habitantes se expresa fundamentalmente en sus fiestas mediante el color morado de sus pañuelos festivos y que forma parte de los colores del equipo de fútbol local, el Zorroza Fútbol Club, federado en 1921.
Otra de las señas de identidad es el pájaro chimbo o tximbo, en honor al nombre de la jabonera que se alzaba en el barrio antes de ser derruida a mediados de la década de los 90.

## Salud

### Hospitales

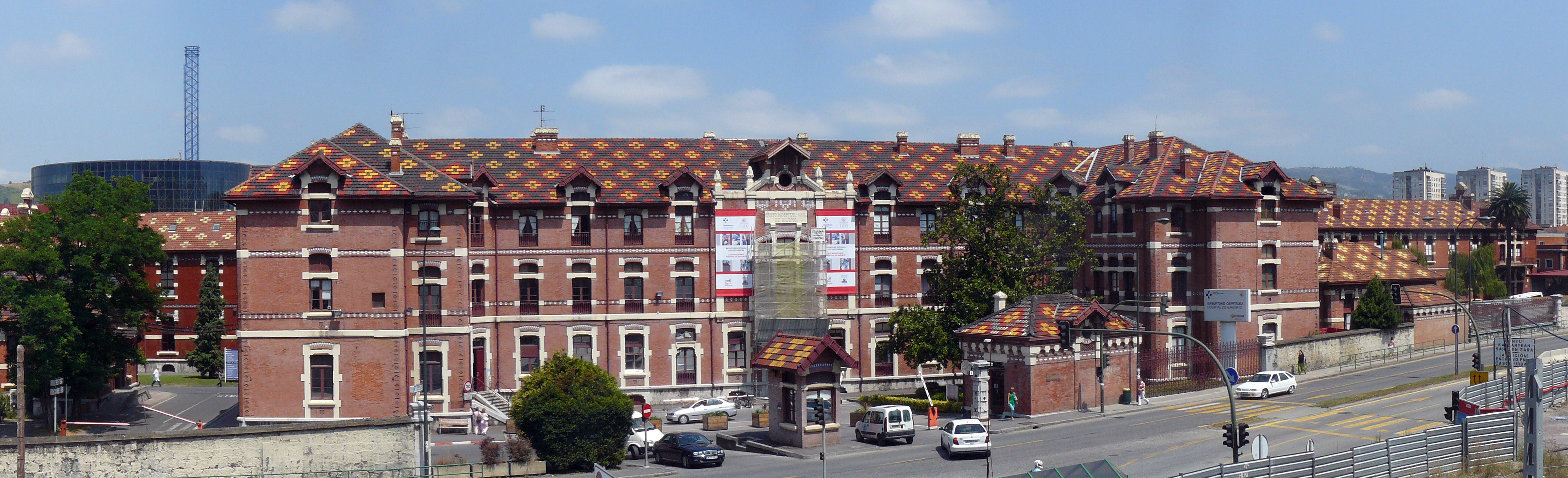
Hospital de Basurto.

- Hospital de Basurto (a 2,5 km de Zorroza). Avda. Montevideo, s/n
- Hospital de Cruces (a 1,5 km de Zorroza). C/Plaza de Cruces, s/n

### Ambulatorio
- Ambulatorio de Zorroza. Ctra. Zorroza-Castrejana, 22 (Entrada por c/Astillero)

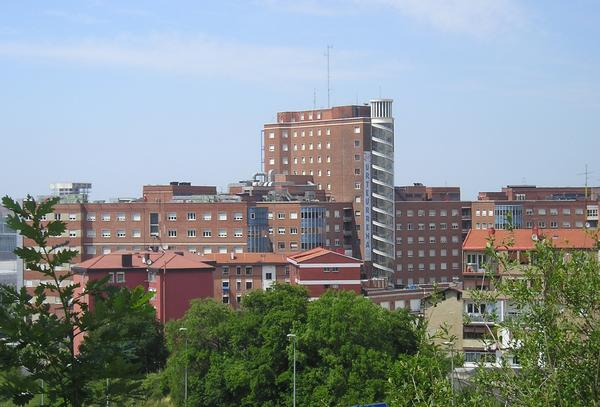
Hospital de Cruces.

### Farmacias
- Peña Casado, Mercedes de La C. Grupo Ikastalde, 2
- Heras González,Luis Ángel.  Ctra. Zorroza-Castrejana, 23.
- Urriticoechea Marticorena, Susana C. Astillero, 1

## Educación

### Centros públicos
- CEP Zorroza Fray Juan (de 6 a 12 años de edad). Grupo Ikastalde 12.
- CEP Siete campas-Zorrozgoiti (de 6 a 12 años de edad). Grupo Pinadia 6.
- IES Zorrotza (de 12 a 18 años de edad). Barriada San Miguel 10.

### Centros privados-concertados
A escasos minutos del centro de Zorroza se encuentran dos centros privados-concertados:
- Nuestra Señora del Rosario-Dominicas (de 1 a 16 años de edad). Plaza de Burtzeña 7.
- San Juan Bosco-Salesianos (de 0 a 16 años de edad). Calle Magallanes 23.

## Polideportivo
El polideportivo de Zorroza cuenta con dos campos de fútbol (fútbol y fútbol 7), dos gimnasios, un pabellón con tres módulos, dos pistas de padel, dos piscinas, una pista de atletismo, una pista de tenis, una zona de baloncesto y una pista de hockey, en la que se celebró el campeonato mundial de hockey en línea del año 2007 y en la cual entrena el equipo de hockey "Metropolitano Hockey Club Bilbao".
Además de dicho campeonato mundial, también se han celebrado diversas ediciones del "Villa de Bilbao" en el que, por ejemplo, en la IX edición (año 2009) participaron 500 atletas internacionales. Cabe destacar los récords mundiales conseguidos en la VIII edición (año 2008), también celebrado en Zorroza, en lanzamiento de disco y en salto de longitud.
En el polideportivo, se dan cursos de aerobic, gimnasia, bailes de salón, baile moderno, fitnes, natación (también hay disponible un curso de natación para embarazadas) spin bike, patinaje, tenis, yoga, taekwondo, defensa personal y un largo etc.
Es la sede habitual del Zorroza Fútbol Club y del Zazpi Landa Kirol Taldea, los dos equipos de fútbol sénior del barrio.

## Lugares de interés
| Lugar                           | Distancia       | Transporte público                                                                                          |
| ------------------------------- | --------------- | --- |
| MegaPark Barakaldo              | 3,3 km (6 min)  | bizkaibus: 3136, 3144, 3336 y 3337                                                                          |
| Bilbao Exhibition Centre(BEC)   | 3,1 km (7 min)  | Bizkaibus: 3136                                                                                             |
| Centro Comercial Max center     | 3,6 km (7 min)  | bizkaibus: 3144, 3336 y 3337                                                                                |
| Museo Marítimo Ría de Bilbao    | 3,9 km (7 min)  | *Bilbobus: 18                                                                                               |
| Plaza de toros de Vista Alegre  | 4,3 km (7 min)  | Bilbobus: 18 y 85; Bizkaibus: 3115, 3136, 3137, 3144, 3336, 3337, 3322                                      |
| Estadio de San Mamés            | 3,8 km (8 min)  | Renfe: C1, C2, C4; *Bilbobus: 18, 85 y 88; *Bizkaibus: 3115, 3136, 3137, 3144, 3336, 3337, 3322             |
| Termibus                        | 4 km (8 min)    | Renfe: C1, C2, C4; *Bilbobus: 18, 85 y 88; *Bizkaibus: 3115, 3136, 3137, 3144, 3336, 3337, 3322             |
| Palacio Euskalduna              | 4,3 km (9 min)  | Bilbobus: 18                                                                                                |
| Centro Comercial Zubiarte       | 4,6 km (9 min)  | Bilbobus: 18                                                                                                |
| Museo de Bellas Artes de Bilbao | 5,1 km (10 min) | Bilbobus: 18                                                                                                |
| Teatro Arriaga                  | 6,1 km (11 min) | Renfe: C1, C2, C3, C4, R3b, R3 y R4; Bilbobus: 18 y 85; Bizkaibus: 3115, 3136, 3137, 3144, 3336, 3337, 3322 |
| Puente Vizcaya                  | 7,7 km (16 min) | Renfe: C1; Bizkaibus: 3115                                                                                  |

- (*) A 5 min andando desde la parada
- Todos los autobuses y trenes mencionados paran en Zorroza.
- Las frecuencias se encuentran en el próximo apartado.

## Comunicaciones

### Carretera
- : Autovía del Cantábrico
- N-634: San Sebastián - Santiago de Compostela

### Autobús

#### Bilbobus

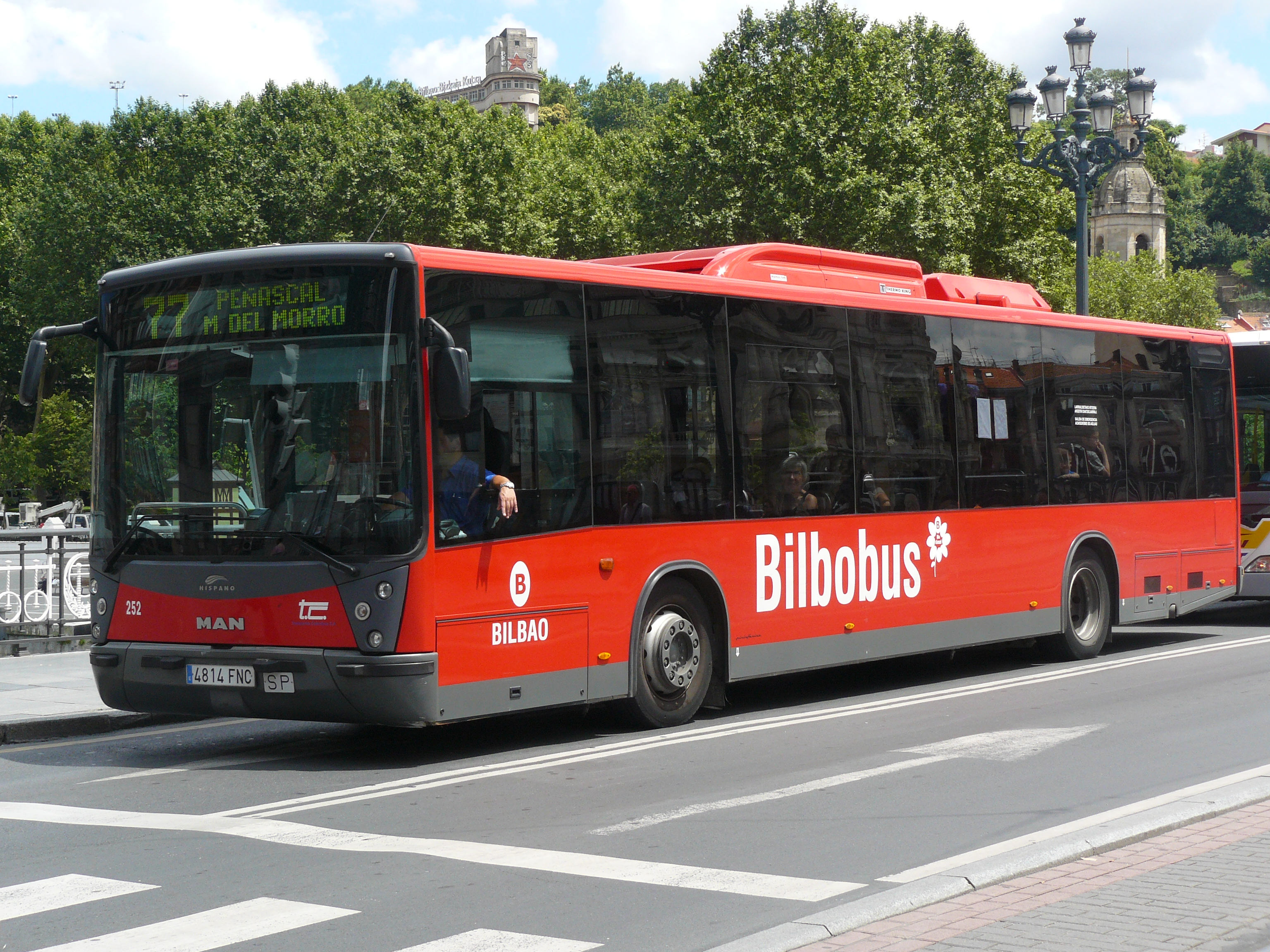
Una unidad de Bilbobus.

| Línea | Recorrido                         | Frecuencia (minutos) |
| ----- | --------------------------------- | -------------------- |
| 18    | San Ignacio - Zazpi Landa         | 20                   |
| 85    | Zazpi Landa - Achuri              | 20                   |
| 88    | Castrejana - Indauchu             | 60                   |
| G6    | Altamira/Zorroza - Plaza Circular | 30                   |

#### Bizkaibus

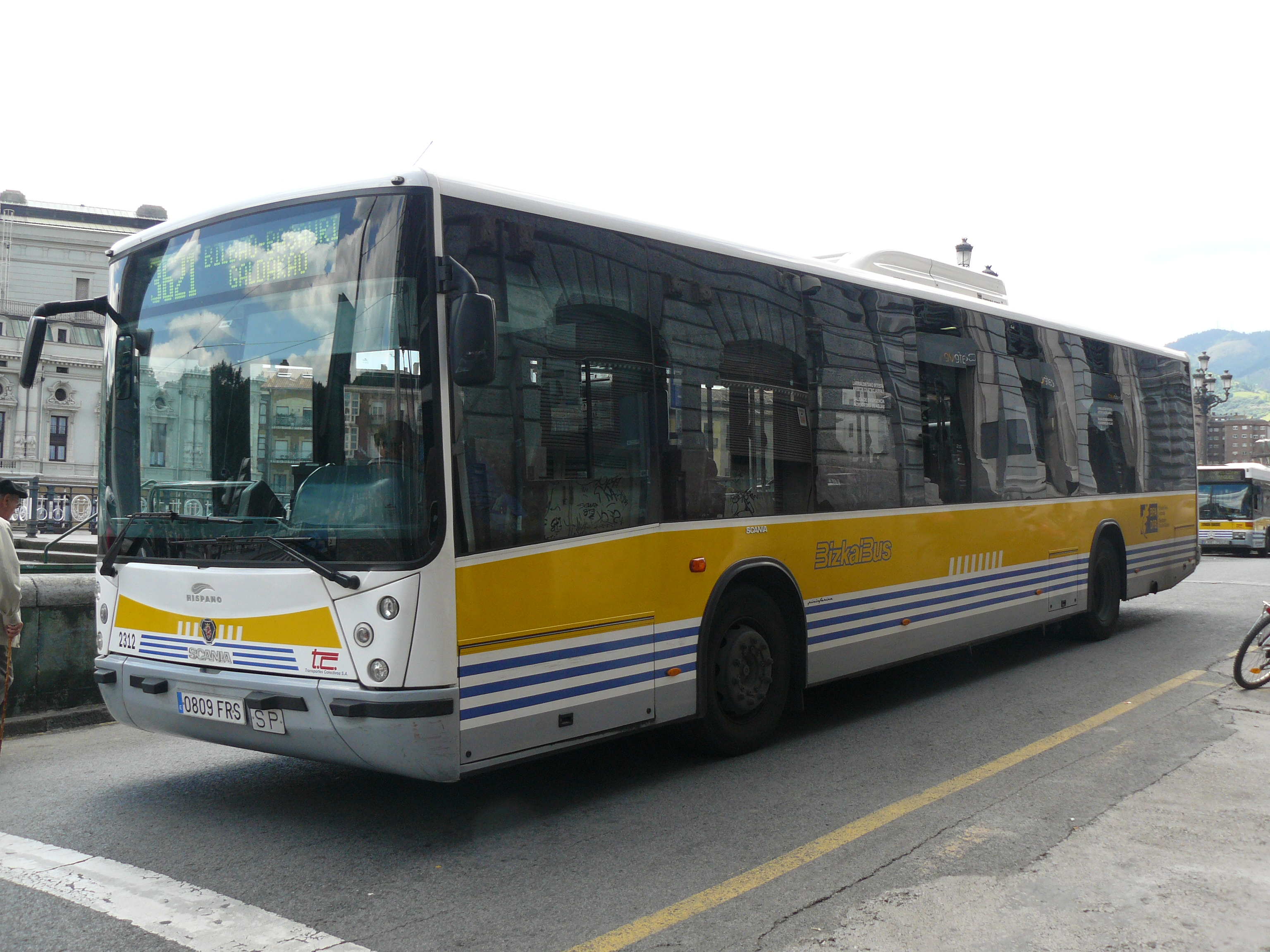
Unidad de Bizkaibus.

| Línea | Recorrido                                  | Frecuencia (minutos) |
| ----- | ------------------------------------------ | -------------------- |
| A3115 | Bilbao - Santurce                          | 20                   |
| A3122 | Bilbao - Sestao - Repélega                 | 30                   |
| A3136 | Bilbao - Cruces - Baracaldo (por Retuerto) | 30                   |
| A3144 | Bilbao - Cruces - Baracaldo (por Ugarte)   | 30                   |
| A3336 | Musques - Bilbao                           | 30                   |
| A3341 | Bilbao - Sodupe - Respaldiza               | 120-240              |
| A3342 | Bilbao - Arceniega                         | 60                   |
| A3343 | Bilbao - Sodupe - Gordejuela               | 60-120               |

#### IRB Castro
| Línea   | Recorrido                            | Frecuencia (minutos) |
| ------- | ------------------------------------ | -------------------- |
| VAC-220 | Bilbao - Castro Urdiales (por N-634) | 180                  |

### Ferrocarril

#### Renfe
Línea C-1 
| Procedencia | (+2 min) | (+2 min)    | (+1 min)  | (+2 min) | (+2 min)  | (+2 min) | Estación | (+2 min) | (+1 min)  | (+1 min)  | (+1 min) | (+1 min)  | Destino       |
| ----------- | -------- | ----------- | --------- | -------- | --------- | -------- | -------- | -------- | --------- | --------- | -------- | --------- | ------------- |
| Santurce    | Peñota   | Portugalete | La Iberia | Sestao   | Baracaldo | Luchana  | Zorroza  | Olabeaga | San Mamés | Autonomía | Amézola  | Zabálburu | Bilbao-Abando |

Línea C-2
| Procedencia | (+3 min) | (+4 min) | (+2 min) | (+2 min)     | (+2 min) | (+2 min)         | (+1 min) | (+2 min) | (+2 min)  | (+2 min) | Estación | (+2 min) | (+1 min) | (+1 min)  | (+1 min) | (+1 min)  | Destino       |
| ----------- | -------- | -------- | -------- | ------------ | -------- | ---------------- | -------- | -------- | --------- | -------- | -------- | -------- | -------- | --------- | -------- | --------- | ------------- |
| Musques     | Gallarta | Pucheta  | Ortuella | Sgda.Familia | Urioste  | Valle de Trápaga | Trápaga  | Galindo  | Baracaldo | Luchana  | Zorroza  | Olabeaga | S. Mamés | Autonomía | Amézola  | Zabálburu | Bilbao-Abando |

Línea C-4
| Procedencia | (+3 min)  | (+4 min)   | (+2 min) | (+2 min) | (+2 min) | (+4 min)         | (+2 min) | (+2 min) | (+4 min) | (+4 min) | (+2 min)  | (+5 min)  | (+2 min)    | (+2 min)   | (+3 min)    | Estación            | (+4 min) | (+1 min) | Destino          |
| ----------- | --------- | ---------- | -------- | -------- | -------- | ---------------- | -------- | -------- | -------- | -------- | --------- | --------- | ----------- | ---------- | ----------- | ------------------- | -------- | -------- | ---------------- |
| La Calzada  | Balmaseda | La Herrera | Ibarra   | Colegio  | Zalla    | Aranguren Apdro. | Güeñes   | Lámbarri | Archube  | Sodupe   | La Cuadra | Zaramillo | Alonsótegui | Castrejana | Sta. Águeda | Zorroza Zorrozgoiti | Basurto  | Amézola  | Bilbao-Concordia |

| Línea | Procedencia         | Destino          | Duración del trayecto |
| ----- | ------------------- | ---------------- | --------------------- |
| -     | Zorroza             | Bilbao-Abando    | 10 minutos            |
| -     | Zorroza Zorrozgoiti | Bilbao-Concordia | 8 minutos             |
|       | Zorroza             | Santurce         | 14 minutos            |
|       | Zorroza             | Musques          | 29 minutos            |
|       | Zorroza Zorrozgoiti | La Calzada       | 53 minutos            |
|       | Zorroza Zorrozgoiti | Carranza         | 66 minutos            |

#### Renfe Cercanías AM

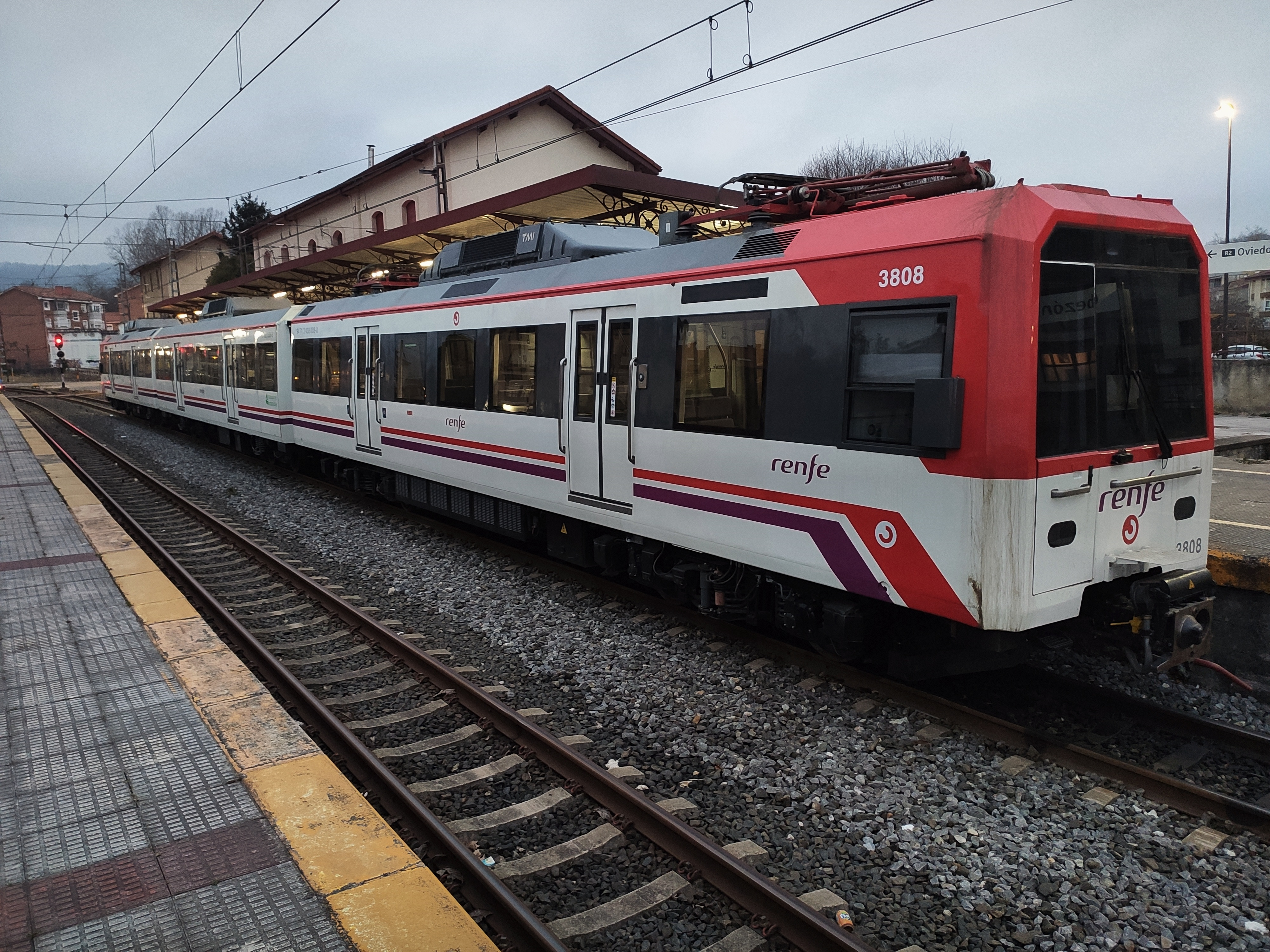
Tren de Renfe Cercanías AM

| Línea     | Salida           | Destino   |
| --------- | ---------------- | --------- |
| Línea R3b | Bilbao-Concordia | Carranza  |
| Línea R3  | Bilbao-Concordia | Santander |
| Línea R4  | Bilbao-Concordia | León      |

#### Euskotren Tranbia

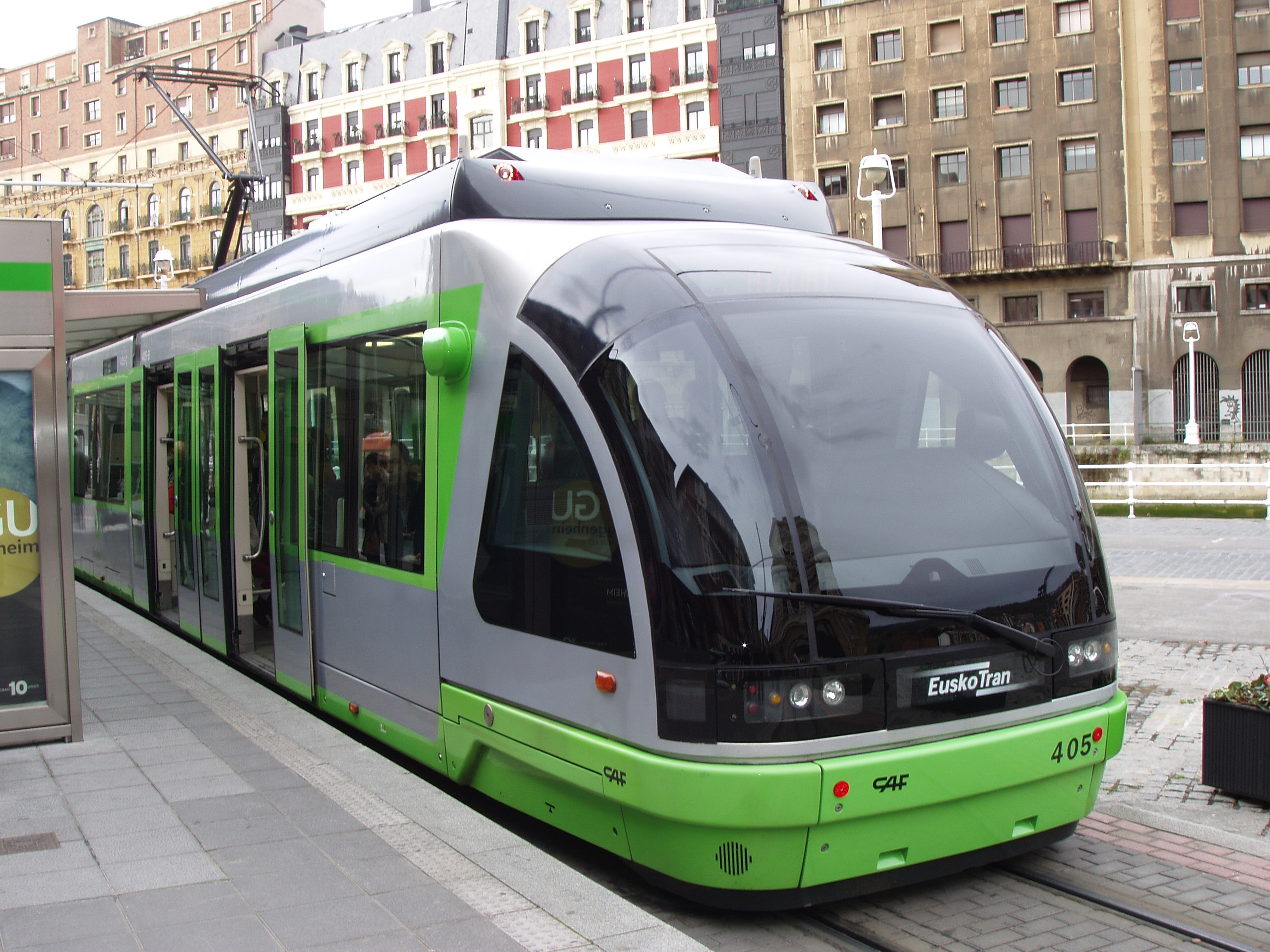
Tranvía de Euskotren Tranbia

La ampliación de la línea del tranvía prevé su llegada a Zorroza por medio de un puente móvil a través de Zorrozaurre.